# یوشیوکی تومینو
یوشیوکی تومینو (انگلیسی: Yoshiyuki Tomino؛ زادهٔ ۵ نوامبر ۱۹۴۱) Director، ترانه‌پرداز، فیلم‌نامه‌نویس، رمان‌نویس اهل ژاپن است. وی از سال ۱۹۶۴ میلادی تاکنون مشغول فعالیت بوده‌است.